# First Racing
First Racing war der Name eines italienischen Rennstalls, der in den 1980er und 1990er Jahren in der Formel 3000 aktiv war und 1989 erfolglos versuchte, in der Formel 1 Fuß zu fassen.
Von First Racing ist der britische Rennstall FIRST (in den Meldelisten regelmäßig in Majuskeln geschrieben) zu unterscheiden.
Im letztgenannten Fall handelte es sich um ein privates Projekt des britischen Rennfahrers Peter Westbury, der von 1969 bis 1972 mit einem Brabham BT30 bzw. BT36 an Rennen zur europäischen Formel 2 teilnahm und zudem zum Großen Preis von Deutschland 1969 antrat. Zwischen dem britischen Rennstall und First Racing aus Italien bestehen keinerlei Verbindungen.

## Die Ursprünge
First Racing wurde gegründet und betrieben von dem italienischen Rennfahrer Lamberto Leoni, der bereits in den späten 1970er-Jahren in niedrigeren Rennserien mit einigem Erfolg Rennen gefahren war.
Zwischen 1977 und 1984 nahm Lamberto Leoni unregelmäßig an Formel-2-Rennen teil, erreichte dort aber keine Siege. Vereinzelt trat er daneben in der Formel 1 an. Seine erste Formel-1-Veranstaltung war der Große Preis von Italien in Monza 1977, für den er vom Team Surtees gemeldet wurde. Er nahm aber nicht an dem Rennen teil, nachdem er die Qualifikation mit einem Rückstand von 0,5 Sekunden verpasst hatte. Für die ersten vier Rennen der Automobil-Weltmeisterschaft 1978 wurde Leoni vom britischen Team Ensign gemeldet. In den ersten beiden Rennen konnte er sich, obwohl er ein Vorjahres-Auto einsetzen musste, jeweils qualifizieren, erreichte aber nie das Ziel. In Argentinien startete er als 22., fiel jedoch nach bereits neun Runden mit Motorschaden aus; in Brasilien erreichte er einen 17. Startplatz, fiel aber bereits im Warm-up mit Getriebeschaden aus und konnte, da das defekte Teil nicht repariert werden konnte, das Rennen nicht antreten. Es folgten zwei Nichtqualifikationen in Kyalami und Long Beach. Infolgedessen wurde Leoni durch Jacky Ickx ersetzt, der seinerseits einige Rennen später seinen Fahrerplatz an Nelson Piquet übergeben musste.
Nachdem 1985 die Formel 2 durch die Formel 3000 ersetzt worden war, fuhr Lamberto Leoni noch einige Rennen für das britische PMC-Team sowie für das italienische Corbari-Team. 1986 fand Leoni keine Möglichkeit mehr, für ein Team zu fahren. Er entschied sich schließlich dafür, ab 1986 ein eigenes Team einzusetzen und dessen erster Fahrer zu sein. Das Team wurde First Racing genannt.
First Racing war zwischen 1986 und 1991 in der Formel 3000 aktiv. 1999 gab es ein neues Formel-3000-Projekt von Lamberto Leoni unter dem Namen Monaco Motorsport, das allerdings kurzlebig war. Ab 1993 beschäftigte sich Lamberto Leoni vornehmlich mit Powerboat-Rennen. Hier war seine Unternehmung erfolgreich; seine Boote fuhren zahlreiche Siege ein und gewannen beinahe die Weltmeisterschaft des Jahres 1993.

## First Racing in der Formel 3000

### 1986
Die erste Saison bestritt Lamberto Leoni mit einem einzelnen Auto, das er selbst fuhr. Das Fahrzeug war ein March 86B. Beim Auftaktrennen der Formel 3000 in Silverstone erreichte Leoni den elften Platz. Es sollte das einzige zählbare Resultat dieses Jahres werden. Später scheiterte Leoni wiederholt an der Qualifikation; teilweise war er in den Rennen auch an Unfällen beteiligt. Beim viertletzten Rennen der Saison auf dem Österreichring erlitt Leoni einen schweren Unfall im Warm-up, durch den das Auto erheblich beschädigt wurde. Es gelang dem Team nicht, den Wagen wieder aufzubauen, so dass First Racing an den letzten drei Rennen des Jahres nicht mehr teilnehmen konnte.

### 1987
Für 1987 meldete First Racing drei Fahrzeuge vom Typ March 87B. Fahrer waren Lamberto Leoni, Aldo Bertuzzi (der zum Saisonende hin durch den späteren EuroBrun-Piloten Claudio Langes ersetzt werden sollte) sowie Gabriele Tarquini. Tarquini war der Star des Teams, erbrachte aber unregelmäßige Leistungen. Viele Rennen beendete er als Letzter, andererseits gelangen ihm mit einem dritten Platz beim Gran Premio del Mediterraneo in Autodromo di Pergusa/Sizilien und einem zweiten Platz in Imola auch zwei Podiumsplatzierungen. Insgesamt wurden Gabriele Tarquini und Lamberto Leoni gleichrangige Achte der Formel-3000-Meisterschaft, wobei jeder 12 Meisterschaftspunkte erzielte. Tarquini wechselte in der kommenden Saison in die Formel 1, in der er für das junge Coloni-Team antrat.

### 1988
Zum Ende des Jahres 1987 beendete Lamberto Leoni seine aktive Fahrerkarriere und konzentrierte sich auf das Management seines Teams. Für die Saison 1988 verpflichtete er Pierluigi Martini, der bereits 1984 bei Toleman und 1985 bei Minardi Formel-1-Erfahrung hatte sammeln, 1986 und 1987 aber zunächst kein Cockpit in der Formel 1 hatte erhalten können. Als Martini im Frühjahr 1988 das Angebot erhielt, bei Minardi den erfolglosen Adrián Campos zu ersetzen, bestritt der Italiener zunächst Formel-1- und Formel-3000-Rennen nebeneinander. Nur einmal (anlässlich des Großen Preises von Portugal) gab es einen Terminkonflikt, bei der er sich für das Formel-1-Rennen entschied und bei First Racing vorübergehend durch Alain Ferté ersetzt wurde. Zweiter Fahrer bei First Racing war Marco Apicella. Pierluigi Martini war der erfolgreichere Fahrer des Teams. Er fuhr beim Gran Premio Mediterraneo in Enna den ersten Sieg für First Racing ein und erreichte einige weitere Podiumsplatzierungen. Martini wurde insgesamt Vierter der Formel-3000-Meisterschaft 1988.

### 1989
1989 trat First Racing erneut in der Formel 3000 an. Parallel dazu gab es Ambitionen, in die Formel 1 aufzusteigen, die letzten Endes allerdings scheiterten.
Lamberto Leoni stellte die neue Saison ein Team mit drei Fahrern auf: Spitzenfahrer war Marco Apicella, daneben wurden Fabrizio Giovanardi und der Genfer Jean-Denis Delétraz genannt. Ziel des Teams war erklärtermaßen der Gewinn der Meisterschaft. Dazu hatte man neben guten Fahrern vor allem die Werksunterstützung durch March Engineering erhalten, durch die First Racing gleichsam zum Semi-Werksteam wurde. Apicella und Giovanardi verwendeten jeweils die aktuellen Fahrzeuge von March, Delétraz hingegen setzte ein Chassis von Reynard ein.
Tatsächlich erzielten Apicella und Giovanardi einige gute Ergebnisse. Giovanardi gelang es, das zweite Formel-3000-Rennen, bei dem er antrat, sofort zu gewinnen. Apicella fuhr eine Reihe von Podiumsplatzierungen ein und wurde letztlich Vierter der Meisterschaft. Damit war das erklärte Ziel des Teams verfehlt. Gleichwohl sollte das Jahr 1989 zur erfolgreichsten Saison für First Racing werden.

### 1990
Für 1990 verwendete First Racing erstmals für alle Fahrer Chassis von Reynard. Die Fahrerbesetzung blieb zunächst unverändert: Apicella, Giovanardi und Delétraz waren Stammfahrer. Delétraz wurde allerdings im Laufe der Saison durch Marco Greco ersetzt. Lamberto Leoni erklärte mehrfach öffentlich, dass Apicella nunmehr die Meisterschaft für First Racing gewinnen solle. Tatsächlich erfüllte der Italiener die in ihn gesetzten Erwartungen nicht. Er sah sich starker Konkurrenz durch die Fahrer des DAMS-Teams ausgesetzt, die die Rennen weitgehend kontrollierten.

### 1991
Für die Saison 1991 verwendete First Racing wiederum Autos von Reynard. Jean-Dénis Delétraz kehrte ins Team zurück. Dabei übernahm er Anteile am Team; einige Zeitungsberichte sprachen davon, dass er Mehrheitseigner bei First Racing wurde. Neben ihm wurden Giovanni Bonanno und Éric Hélary als Fahrer genannt. Im Laufe der Saison konnten die Fahrer die in sie gesetzten Erwartungen nicht erfüllen und es gab viel Unruhe im Team. Bonanno wurde nach einigen erfolglosen Rennen durch Michael Bartels ersetzt, der in dieser Saison auch einige erfolglose Formel-1-Versuche im Team Lotus unternehmen sollte.
Im Sommer verließ Delétraz das Team erneut, Ersatz für ihn wurde nicht eingestellt. Mit seinem Ausscheiden verschlechterte sich die finanzielle Lage des Teams erheblich, was sich unverzüglich in den sportlichen Leistungen niederschlug. In Enna verpassten sowohl Michael Bartels als auch Eric Hélary die Qualifikation; es war das erste Formel-3000-Rennen seit vier Jahren, in dem kein Auto von First Racing am Start war. Das Team war ersichtlich in Auflösung begriffen und Lamberto Leoni stellte den Rennbetrieb zum Ende des Jahres 1991 ein. Die ehemaligen Mitarbeiter von First Racing wechselten mehrheitlich zum italienischen Crypton-Team, das sich in den frühen 1990er Jahren in der Formel 3000 etabliert hatte. Die Schweizer Zeitschrift motorsport aktuell berichtet in der Ausgabe 32/1995, dass mehrere ehemalige Mitarbeiter von First Racing noch 1995 ausstehende Lohnforderungen gegen Delétraz geltend machten und anlässlich eines Formel-1-Einsatzes des Schweizers im Team Pacific dessen Privatauto blockierten, um ihren Forderungen Nachdruck zu verleihen.

### 1999: Monaco Motorsport
Nach siebenjähriger Unterbrechung kehrte Lamberto Leoni kurzfristig in die Internationale Formel 3000 zurück. Er meldete ein Team namens Monaco Motorsport für Marco Apicella, der 1993 ein einzelnes Rennen in der Formel 1 für Jordan hatte fahren können, sowie für Thomas Biagi, Alex Yoong, Marcellino Battistuzzi und für Cyrille Sauvage. Das Team blieb erfolglos und verlor daraufhin für 2000 seinen Platz in der Internationalen Formel 3000, woraufhin es in der Saison 2000 in der italienischen Formel-3000-Meisterschaft antrat.
Monaco Motorsport hatte ungeachtet der Namensgleichheit nichts mit der Écurie Monaco zu tun, einem von Fulvio Ballabio gegründeten Team aus Fontvieille (Monaco), das in der Saison 1986 zu zwei Formel-3000-Rennen antrat und bei einer Gelegenheit einen modifizierten Rennwagen der Marke Dywa einsetzte.

## First Racing in der Formel 1
Im Laufe des Jahres 1988 entschloss sich Lamberto Leoni zu einem Einstieg in der Formel 1. Hintergrund dafür war das ab 1989 wirksame Verbot von Turbo-Motoren, wodurch nach allgemeiner Erwartung ein Formel-1-Rennstall wieder kostengünstig zu betreiben sein sollte. Andere Konkurrenten aus der Formel 3000 wie Coloni oder AGS waren denselben Weg gegangen oder waren dabei, ihn vorzubereiten (beispielsweise Jordan). Zunächst versuchte Leoni, ein bestehendes Formel-1-Team zu übernehmen. In diesem Zusammenhang gab es Gespräche mit Rial. Da diese allerdings nicht zu den gewünschten Ergebnissen führten, bereitete Leoni den eigenständigen Einstieg in die Formel 1 vor.
Ziel war eine Teilnahme an der Formel-1-Weltmeisterschaft 1989. Im Frühjahr 1988 beauftragte Leoni den brasilianischen Ingenieur Richard Divila mit der Konstruktion eines entsprechenden Chassis, das eng an das zu dieser Zeit vom Team verwendete Formel-3000-Modell von March Engineering angelehnt sein sollte. Divila legte die ersten Grundzüge des Autos fest, stellte den Entwurf aber nicht fertig, weil er im Sommer 1988 zur Équipe Ligier wechselte. First beauftragte daraufhin den italienischen Ingenieur Gianni Marelli, einen ehemaligen Ferrari-Mitarbeiter, mit den Detailkonstruktionen des als First F189 bezeichneten Autos.
Im Spätsommer 1988 ließ Leoni die Arbeiten am F189 zunächst unterbrechen. Anlass dafür war eine Erklärung der FISA zum Austragungsmodus der Vorqualifikation für die Saison 1989, die angesichts des Umstandes, dass sich insgesamt 21 Teams zur Formel-1-Weltmeisterschaft gemeldet hatten, unerlässlich war. Die FISA hatte verlautbaren lassen, dass die Vorqualifikation jeweils eine ganze Woche vor dem nächsten Rennen abgehalten werden sollte, und zwar auf einer anderen als der bevorstehenden Rennstrecke. Diese Konzeption hätte für die Teams, die der Vorqualifikation unterlagen, eine erhebliche Erhöhung des Reise- und Kostenaufwands bedeutet. Angesichts dieser Überlegungen kündigte Leoni das Ende seines Formel-1-Engagements an. Erst als die FISA von ihrem Plan Abstand nahm, setzte First Racing das Formel-1-Programm fort.
Der Prototyp des F189 war im Herbst 1988 fahrbereit. Er war mit einem  Achtzylinder-Saugmotor von Judd der Generation CV (mit 90 Grad Zylinderwinkel) ausgestattet. Im Anschluss an einige Installationsrunden am 5. Dezember 1988 in Misano erschien das Auto am 7. und 8. Dezember 1988 bei der Formula One Indoor Trophy 1988 im Rahmen der Bologna Motor Show, einem Showrennen außerhalb der Formel-1-Weltmeisterschaft. Hier war der First F189 das langsamste Auto des Starterfeldes. In Bologna sah Divila erstmals das komplette Auto, stellte erhebliche Sicherheitsmängel fest und distanzierte sich von dem F189. Divila strengte schließlich ein Gerichtsverfahren an, um First zu untersagen, den F189 als eine Divila-Konstruktion zu bezeichnen. Außerdem riet er Gabriele Tarquini, den avisierten Fahrer des First-Teams, davon ab, den F189 in einem Grand Prix zu bewegen.
Im Februar 1989, wenige Wochen vor dem ersten Saisonrennen, wurde das Chassis dem obligatorischen Crash-Test unterzogen. Der Wagen bestand den Test nicht, und die FISA versagte dem Fahrzeug die Zulassung. Daraufhin gab Lamberto Leoni sein Formel-1-Engagement auf. Hierfür werden mehrere Gründe genannt:
- Einerseits wird der (erneute Rückzug) aus der Formel 1 auf eine Interessenkollision mit March zurückzuführen. March lieferte einerseits Formel-3000-Autos an First Racing und hatte dem italienischen Team hier einen Quasi-Werksstatus und damit eine bevorzugte Rolle eingeräumt. Andererseits betrieb March seit 1987 in Kooperation mit Leyton House ein eigenes Formel-1-Team. Von einem Formel-1-Einstieg des Kunden First Racing erwartete March eine Erhöhung der Konkurrenzsituation in der Formel 1 und eine Gefährdung des eigenen Formel-1-Projekts. Im Hinblick darauf stellte March eine Kündigung des Formel-3000-Vertrages in Aussicht.[3]
- In diesem Zusammenhang wird auch darauf verwiesen, dass March Engineering mit der nicht abgesprochenen Verwendung des eigenen Chassis für ein Formel-1-Auto von First Racing nicht einverstanden war.
- Schließlich war die Anpassung des Chassis an die Crash-Bestimmungen der FISA zeitlich riskant und mit einem finanziellen Aufwand verbunden, den Lamberto Leoni nicht tragen konnte oder wollte.[2]

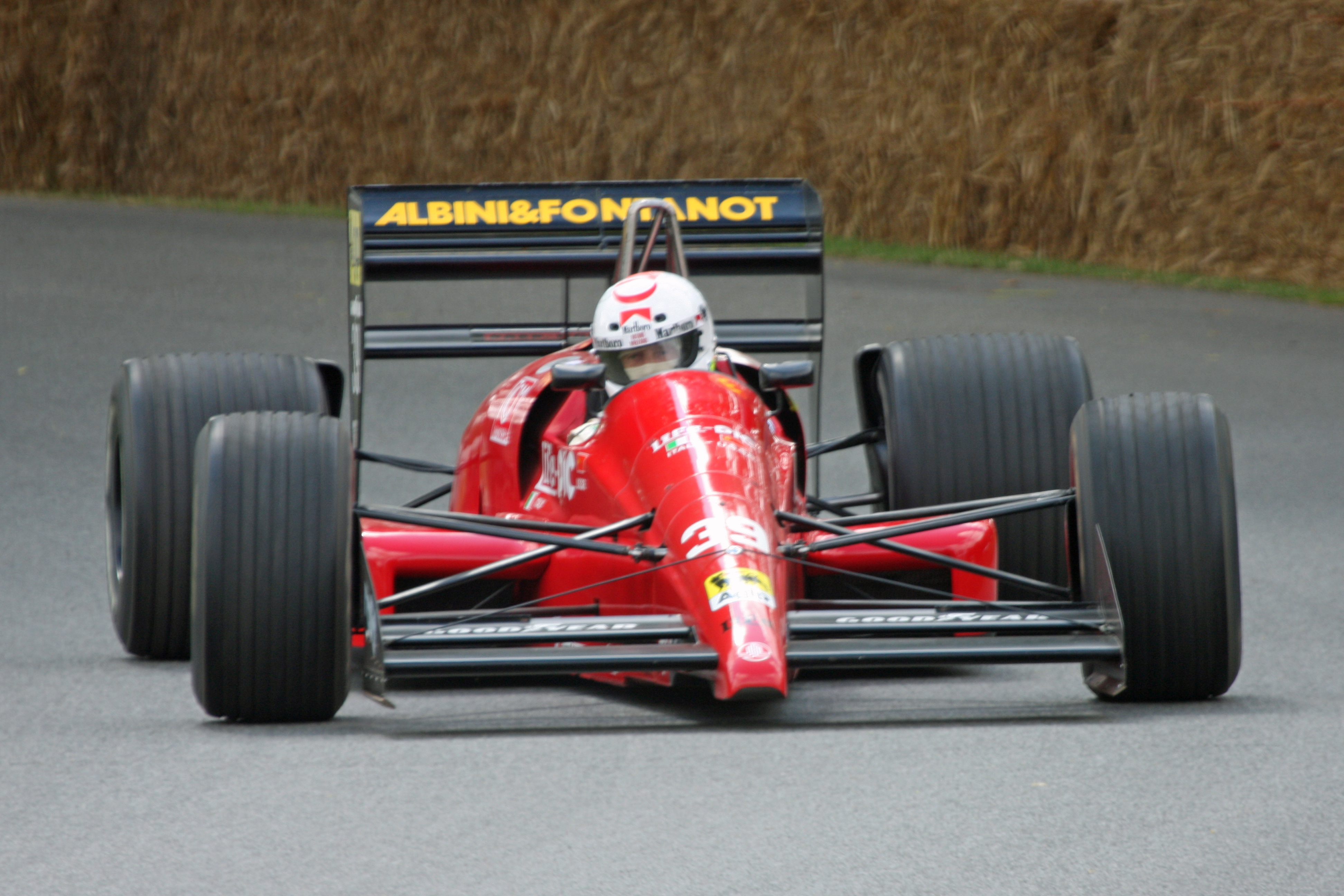
Ging 1990 aus dem First F189 hervor: Life L190 von Life Racing

Der Rückzug von First Racing aus der Formel 1 war endgültig. Gabriele Tarquini gelang es, für 1989 einen Stammplatz im AGS-Team zu erhalten, wo er den kurz zuvor verunglückten Philippe Streiff ersetzte.
Im Laufe des Jahres 1989 verkaufte Lamberto Leoni das einsatzbereite Chassis an den italienischen Geschäftsmann Ernesto Vita, der es in der Formel-1-Saison 1990 (nach einigen Modifikationen) in seinem Rennstall Life Racing meldete. Zunächst wurde es mit einem W12-Motor von Franco Rocchi ausgerüstet, später erhielt es einen Judd-Achtzylinder der EV-Generation. Die Anpassungsarbeiten übernahm wiederum das Büro von Gianni Marelli. Fahrer waren zunächst Gary Brabham und später Bruno Giacomelli. In jeder Form blieb dieses Engagement erfolglos.